# Frieda Brepoels

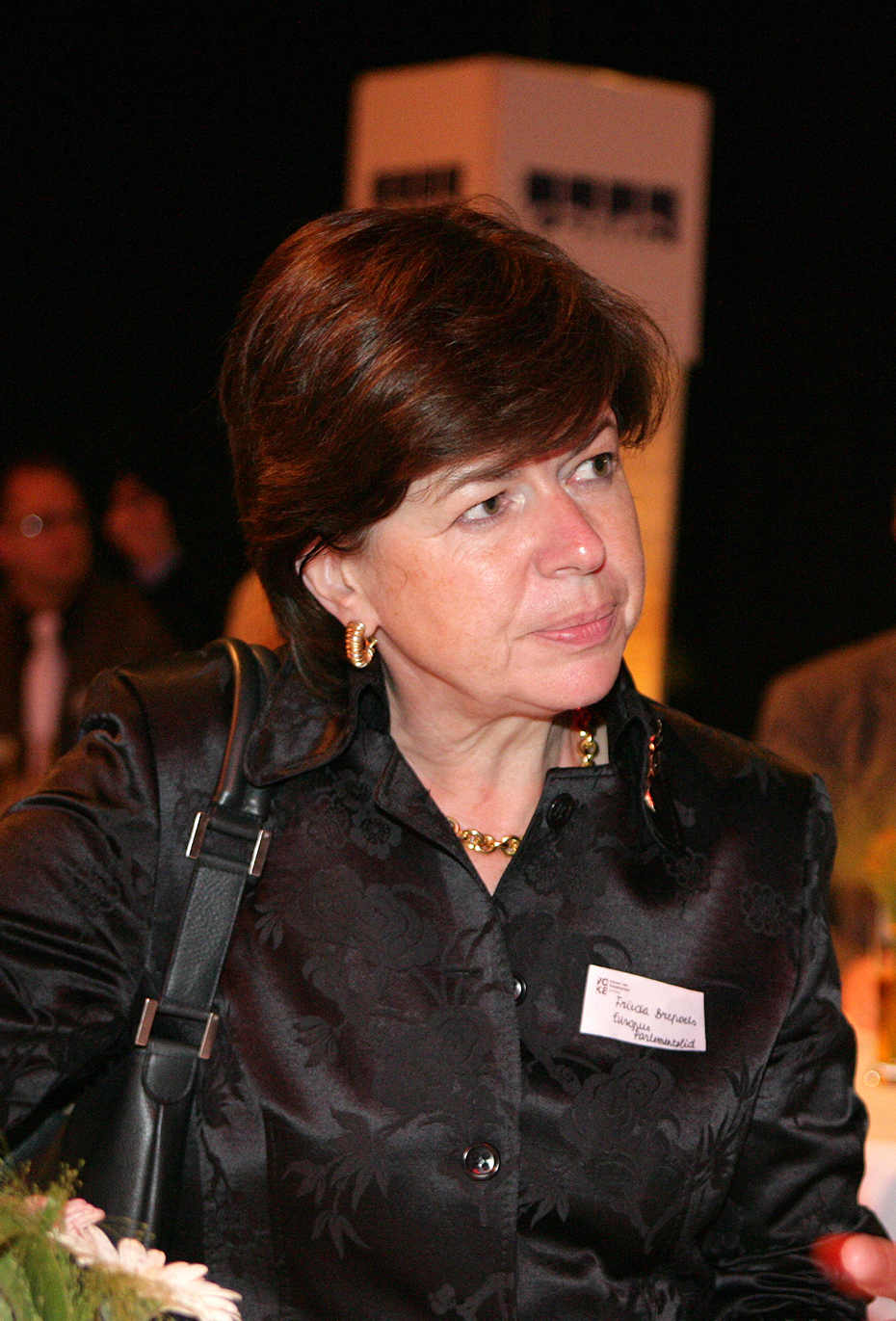
Frieda Brepoels

Frederika Marie Joseph „Frieda“ Brepoels anhörenⓘ (* 7. Mai 1955 in Mopertingen) ist eine belgische Politikerin für die Partei Nieuw-Vlaamse Alliantie (N-VA).

## Leben
Brepoels studierte Architektur am Provinciaal Hoger Architectuur Instituut te Hasselt (PHAI) und schloss das Studium 1978 ab. Anschließend war sie bis 1993 als selbstständige Architektin tätig.
1982 wurde Brepoels in Bilzen zur Schöffin ernannt und war von 1988 bis 2001 Mitglied des Parteirates und des Parteivorstands der Volksunie, welche 2001 in die zwei Nachfolgeparteien Nieuw-Vlaamse Alliantie und Spirit zerfiel. Im Jahre 2001 wurde sie zur stellvertretenden Parteivorsitzenden der N-VA ernannt und übte diese Funktion bis zum Dezember 2006 aus. Seit März 2008 ist sie Generalsekretärin der N-VA und daneben als Mitglied des Rates der N-VA Limburg tätig. 
Darüber hinaus war Brepoels von 1985 bis 1987 Mitglied des Provinzialrats Limburg und von 1987 bis 1991 Mitglied des Flämischen Parlaments. Zeitgleich war sie von 1987 bis 1991 und von 1999 bis 2003 Abgeordnete in der belgischen Abgeordnetenkammer und von 2000 bis 2003 Fraktionsvorsitzende. 
Im Juni 2004 wurde Brepoels in das Europäische Parlament gewählt und bei der Europawahl 2009 im Amt bestätigt. Sie ist Mitglied der Grünen/EFA-Fraktion, der Ausschüsse für Menschenrechte und Umweltfragen, öffentliche Gesundheit und Lebensmittelsicherheit und der Delegation für die Beziehungen zu den Maschrik-Ländern.
Bei den Gemeinderatswahlen 2012 kandidierte Brepoels als Spitzenkandidatin der N-VA. Zwar wurde die Liste nur zweitstärkste Kraft hinter der CD&V, doch konnte die N-VA mit der Open VLD und einer lokalen Partei eine Regierung bilden. Brepoels ist dadurch seit dem 1. Januar 2013 Bürgermeisterin von Bilzen. Ihr Mandat im Europaparlament legte sie daraufhin nieder.